# Fort Wolcott
Fort Wolcott était un fort situé sur l'île de Goat Island dans l'état du Rhode Island, à moins de deux kilomètres de Newport.

## Historique
Anciennement connu sous les noms de Fort Anne (1702-1724), Fort George (1730-1769), Fort Liberty (1775-1781) et Fort Washington (1784-1794), le Fort Wolcott est reconstruit en 1794 et 1798, et à nouveau réparé en 1808 à la suite de nombreuses attaques.
Il est nommé d'après Oliver Wolcott, un général de la milice du Connecticut, membre du Congrès continental et signataire de la Déclaration d'indépendance des États-Unis. Avec les forts Adams, Greene, Hamilton, Dumpling, la North Battery et Tonomy Hill, il défendait l'accès à la baie de Narragansett.
Il est transféré à l'US Navy en 1869 qui l'utilise jusqu'en 1951. La plupart des bâtiments sont détruits dans les années 1960 pour laisser la place à des hôtels. Le phare de Goat Island, construit en 1842 est le seul bâtiment restant, lui-même remplaçant la tour de 1823.